# Kammarmusikföreningen Ictus
Kammarmusikföreningen Ictus är en ideell förening som sedan 2002 anordnar romanskonserter i Ersta kyrka i Stockholm. Sedan starten har artister som Erik Saedén, Margareta Hallin, Staffan Scheja, Lena Hoel, Patrik Sandin, Stina Ekblad, Håkan Hagegård och Karl-Magnus Fredriksson framträtt. Konstnärliga ledare är pianisten professor Rolf Lindblom och sångaren Patrik Sandin.